# كوكو لي
كوكو لي (بالإنجليزية: Coco Lee)‏ هي منتجة أسطوانات ومغنية مؤلفة ومغنية وملحنة وراقصة وممثلة أمريكية، ولدت في 17 يناير 1975 بهونغ كونغ في الصين.
أدَّت صوت المحاربة مولان في النسخة الصينية من فيلم ديزني «مولان» عام 1998.

## وفاتها
في 2 تموز 2023 أقدمت على الانتحار في المنزل وارسلت للمستشفى. ولكنها توفيت على الرغم من جهود طاقم المستشفى لإنقاذها وعلاجها من غيبوبتها، وفارقت الحياة في 5 تموز 2023.

## وصلات خارجية
- كوكو لي على موقع IMDb (الإنجليزية)
- كوكو لي على موقع ميوزك برينز (الإنجليزية)
- كوكو لي على موقع ديسكوغز (الإنجليزية)
- كوكو لي على موقع قاعدة بيانات الفيلم (الإنجليزية)